# George Grenville

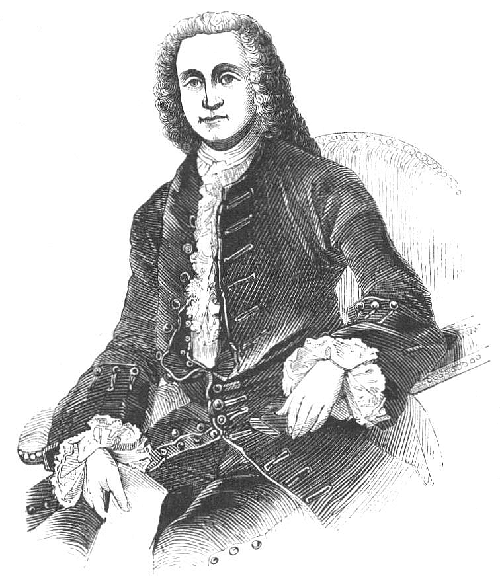
George Grenville

George Grenville (1712. október 14. – 1770. november 13.) brit miniszterelnök, whig párti politikus. Viszonylag rövid ideig, mindössze két évig töltött be kormánypozíciót. Azon kevés miniszterelnökök egyike volt, akik sosem emelkedtek főnemesi rangra (a többiek: William Pitt (az ifjabb), Sir Winston Churchill, George Canning, Spencer Percival és William Gladstone).
Richard és Hester Grenville második fia volt. Tanulmányait Etonben és Christ Churchben végezte, ami után 1736-ban ügyvéd lett. A Parlamentnek 1741-ben, Buckingham képviseletében lett tagja. E tisztet haláláig töltötte be.
A Parlamentben a „Hazafias Fiúk” pártjához csatlakozott, amely Sir Robert Walpole miniszterelnök ellenzékéhez tartozott. 1744 decemberében az admiralitás egyik lordja lett Henry Pelham kormányában. Bátyjával, Richarddal és annak sógorával, az idősebb Pittel szövetkezve Pelham elleni lázítással és obstrukcióval rákényszerítették a miniszterelnököt, hogy előléptesse őket. 1747 júniusában Grenville egyike lett a Kincstár lordjainak, majd 1754-ben a Haditengerészet Kincstárnoka és a Királyi Titkos Tanács tagja lett.
A Haditengerészet Kincstárnokaként 1758-ban törvényt fogadtatott el a tengerészek igazságosabb fizetéséről. 1761-ig töltötte be ezt a hivatalt, amikor Pitt a hétéves háborúról folyó vita miatt lemondott. 1762-1763-ban, Lord Bute kormányában a kormánypárt frakcióvezetője volt. 1762 májusától az északi ügyek minisztere, októbertől az Admiralitás Első Lordja, majd 1763 áprilisától a Kincstár Első Lordja és pénzügyminiszter lett, ezzel pedig de facto miniszterelnök.
Kormányzásának legjelentősebb eseményei közé tartozik John Wilkes radikális képviselő és újságíró perbe fogása egy III. György egyik beszédét bíráló írása miatt, illetve az amerikai gyarmatokra vonatkozó Bélyegtörvény elfogadása, amely az egyik első lépés volt az amerikai gyarmatok elszakadásához vezető úton. A király számos kísérletet tett arra, hogy rábírja Pittet a kormányalakításra, és ezzel kimentse Grenville-t szorult helyzetéből, ám nem járt sikerrel, és végül Charles Watson-Wentworth-t (Lord Rockinghamet) kérte fel a kormányalakításra. Amikor Rockingham 1765 júliusában elfogadta ezt, a király elbocsátotta Grenville-t, aki többé nem töltött be semmilyen hivatalt.
Gúnyneve, „a jó pásztor” akkor ragadt rá, amikor az 1763-as „almabortörvény” vitájában a Házat a végletekig untatva újra és újra megkérdezte, „hová” vessék ki az új adót, ha nem az almaborra. Pitt erre elkezdte fütyülni egy népszerű dal, a „Jó pásztor, mondd, hová” dallamát, mire a Ház nevetésben tört ki. Bár kevesen múlták felül Grenville-t a Ház szabályainak ismeretében és az adminisztratív részletek kezelésében, ám nem volt érzéke az emberek és ügyek irányításához.
1749-ben vette feleségül Elizabeth Wyndhamet, akitől hét gyermeke született.

## Fordítás
- Ez a szócikk részben vagy egészben a George Grenville című angol Wikipédia-szócikk ezen változatának fordításán alapul.  Az eredeti cikk szerkesztőit annak laptörténete sorolja fel. Ez a jelzés csupán a megfogalmazás eredetét és a szerzői jogokat jelzi, nem szolgál a cikkben szereplő információk forrásmegjelöléseként.